# Caro papá
Caro papà es una película italiana de 1979 dirigid por Dino Risi, protagonizada por Vittorio Gassman y Stefano Madia. Fue estrenada en el Festival de Cannes, donde compitió por el Palma de oro y finalmente obtuvo el Premio al Mejor Actor de Reparto para Madia.

## Sinopsis
Albino Milozza es un empresario cínico y mujeriego, que preside una multinacional. Presume de haber empezado desde cero y de haber sido revolucionario en su juventud. Cuando lee el diario de su hijo, sospecha que éste es uno de los integrantes de las Brigadas Rojas, un grupo terrorista. Esta organización decide asesinar a Albino.

## Reparto
- Vittorio Gassman - Albino Millozza
- Andrée Lachapelle - Giulia Millozza
- Aurore Clément - Margot
- Stefano Madia - Marco Millozza
- Julien Guiomar - Parrella
- Joanne Côté - Laura
- Antonio Maimone - Enrico
- Andrew Lord Miller - James
- Piero Del Papa - Duilio
- Mario Verdon - Ugo
- Don Arrès - Marco
- Gérard Arthur - Rodolfo
- Sergio Ciulli - Gianni
- Clara Colosimo - Myrta
- Nguyen Duong Don - Pierre

## Premios y nominaciones
- 1979 - Festival de Cannes al Mejor Actor de Reparto para Stefano Madia
- 1979 - Festival de Cannes nominada al Palma de oro
- 1979 - Premio David di Donatello al Mejor actor para Vittorio Gassman